# Duca di Lerma (titolo)

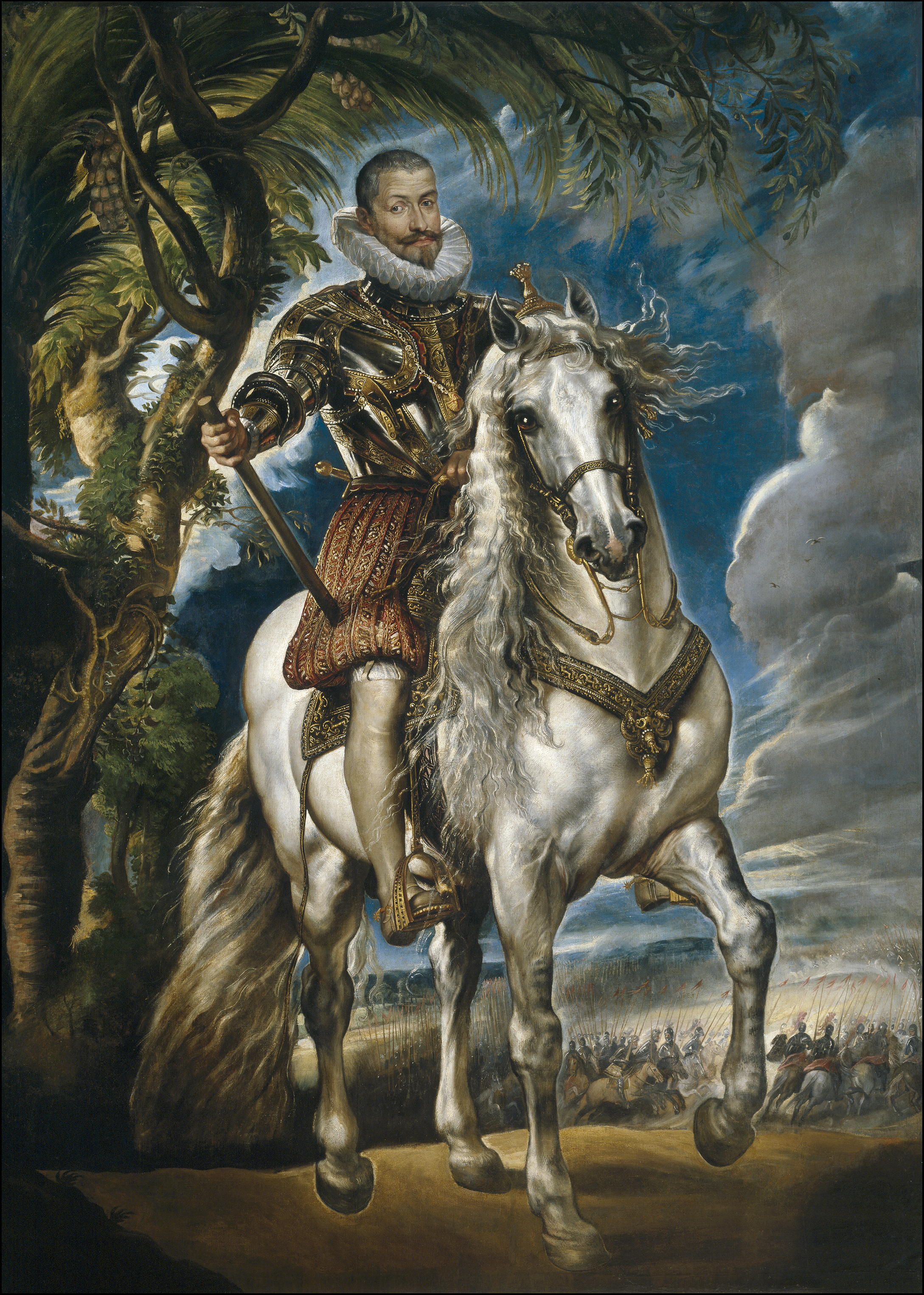
Francisco Gómez de Sandoval y Rojas, I Duca di Lerma 1603 ritratto da Rubens

Il titolo di Duca di Lerma fu concesso il 11 novembre 1599 da Filippo III di Spagna a Francisco Gómez de Sandoval y Rojas (1533-1625), figlio di Francisco Sandoval y Rojas y Zuniga e di Isabel de Borja figlia di Francesco Borgia IV duca di Gandia.

Aveva i titoli di 5º marchese di Denia, 4º conte di Lerma, conte di Ampudia.
Filippo V di Spagna concesse il 2 dicembre 1726 il titolo di Grande di Spagna di prima classe ai duchi di Lerma.

Corona di Grande di Spagna

## Elenco dei duchi di Lerma
|                                 | Titolari                                                       | Periodo                         |
| Creato da Filippo III di Spagna | Creato da Filippo III di Spagna                                | Creato da Filippo III di Spagna |
| ------------------------------- | -------------------------------------------------------------- | ------------------------------- |
| I                               | Francisco Gómez de Sandoval y Rojas                            | 1599–1625                       |
| II                              | Francisco Gómez de Sandoval y Padilla                          | 1625–1635                       |
| III                             | Mariana Gómez de Sandoval y Enríquez de Cabrera                | 1635–1651                       |
| IV                              | Ambrosio de Aragón y Sandoval                                  | 1651–1659                       |
| V                               | Catalina de Aragón y Sandoval                                  | 1660–1668                       |
| VI                              | Catalina Gómez de Sandoval y Mendoza                           | 1668–1686                       |
| VII                             | Gregorio de Silva y Mendoza                                    | 1686–1693                       |
| VIII                            | Juan de Dios de Silva y Haro                                   | 1693–1737                       |
| IX                              | María Francisca de Silva y Gutiérrez de los Ríos               | 1737–1770                       |
| X                               | Pedro Alcántara Álvarez de Toledo y Silva                      | 1770–1790                       |
| XI                              | Pedro Alcántara Álvarez de Toledo y Salm-Salm                  | 1790–1841                       |
| XII                             | Pedro de Alcántara Tellez-Girón y Beaufort Spontin             | 1841–1844                       |
| XIII                            | Mariano Téllez-Girón y Beaufort Spontin                        | 1844–1882                       |
| XIV                             | Fernando Fernández de Córdoba y Pérez de Barradas              | 1887–1936                       |
| XV                              | Luis Fernández de Córdoba y Salabert                           | 1936–1952                       |
| XVI                             | María de la Paz Fernández de Córdoba y Fernández de Henestrosa | 1952–1997                       |
| XVII                            | Fernando Larios y Fernández de Córdoba                         | attuale titolare                |